# Mythimna unipuncta
Mythimna unipuncta es una polilla de la familia Noctuidae. Se encuentra casi en todo el mundo, excepto en el este-Paleártico y en las regiones oriental y Australia. Es originaria de América del Norte y del Sur, y de allí ha sido introducida a otras regiones. Aunque se cree que es de origen neotropical, se ha introducido en otros lugares y, a menudo, se la considera una plaga agrícola.
En español se la llama  cuncunilla de las chagras, gusano soldado, gusano soldado del maíz (México), isoca militar verdadera (Argentina), lagarta de los cereales o oruga desfoliadora de los pastos.

## Características
La envergadura es de 4 cm. Las alas anteriores tienen una zona central más oscura con varios puntos blancos. El borde anterior tiene puntos negros. Las alas posteriores son de color más grisáceo.
Es una especie migratoria, vuela hacia climas más templados a la llegada del invierno. Regresa en la primavera y se reproduce cuando las temperaturas lo favorecen.
Es una plaga de los cultivos. La larva se alimenta de una variedad de gramíneas, incluyendo especies cultivadas como maíz, avena y arroz. Además se alimentan de otras plantas como alfalfa, lechuga, cebollas y muchas otras.

## Galería

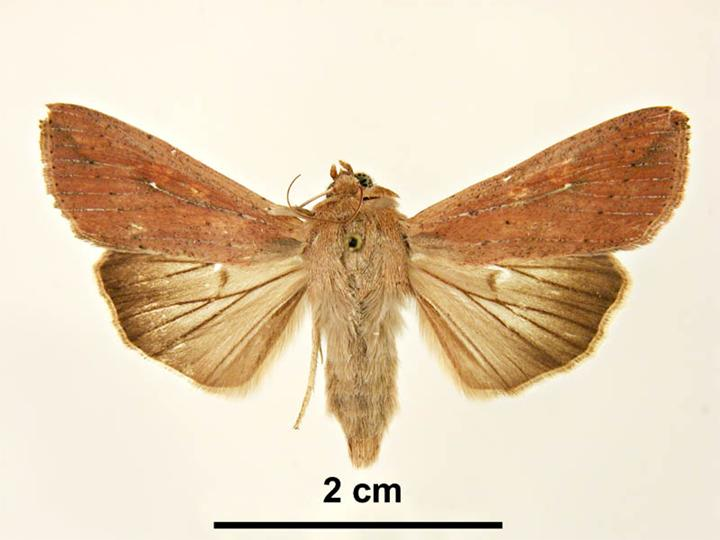
Hembra, vista dorsal
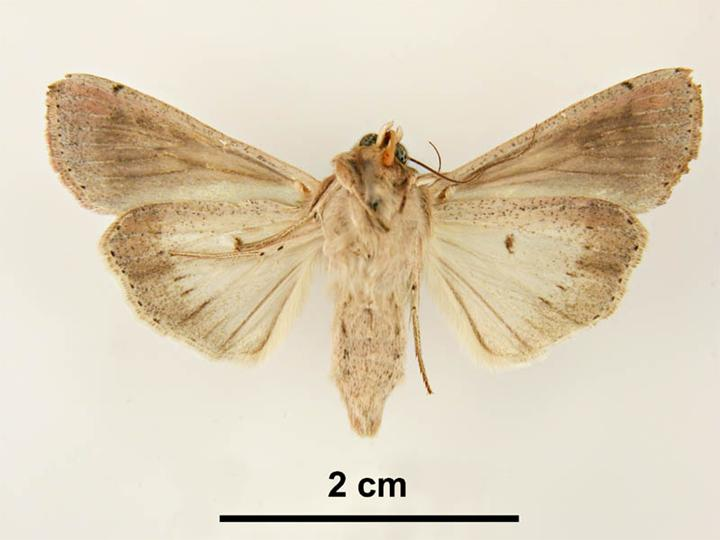
Hembra,vista ventral
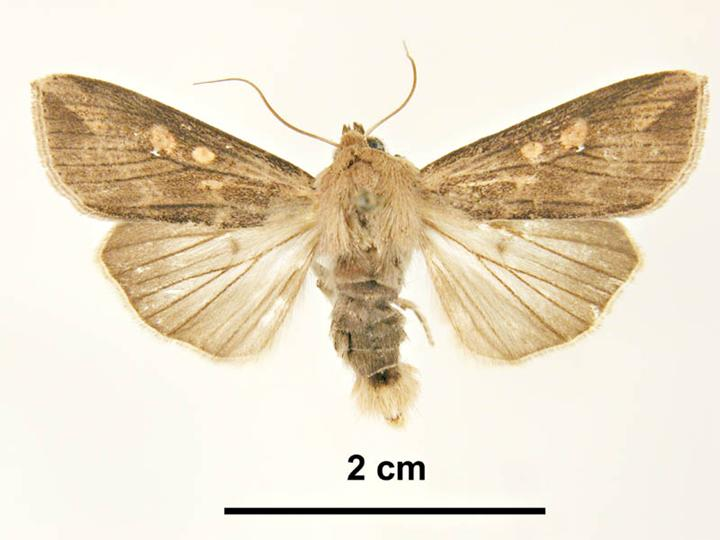
Macho, vista dorsal
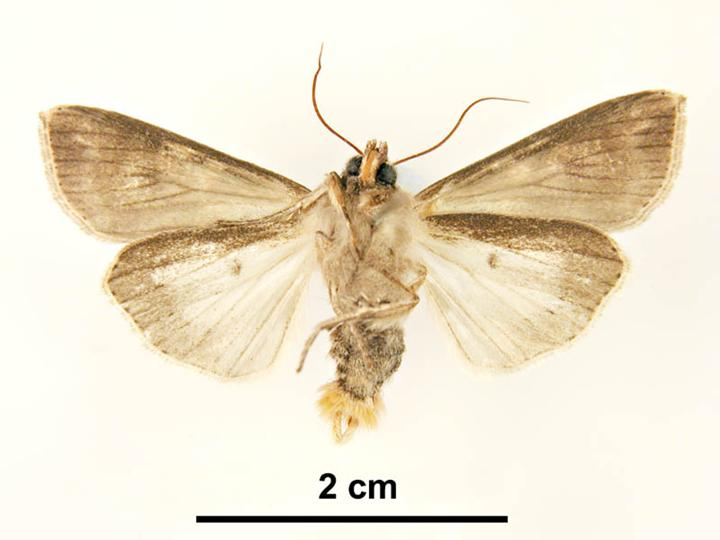
Macho, vista ventral
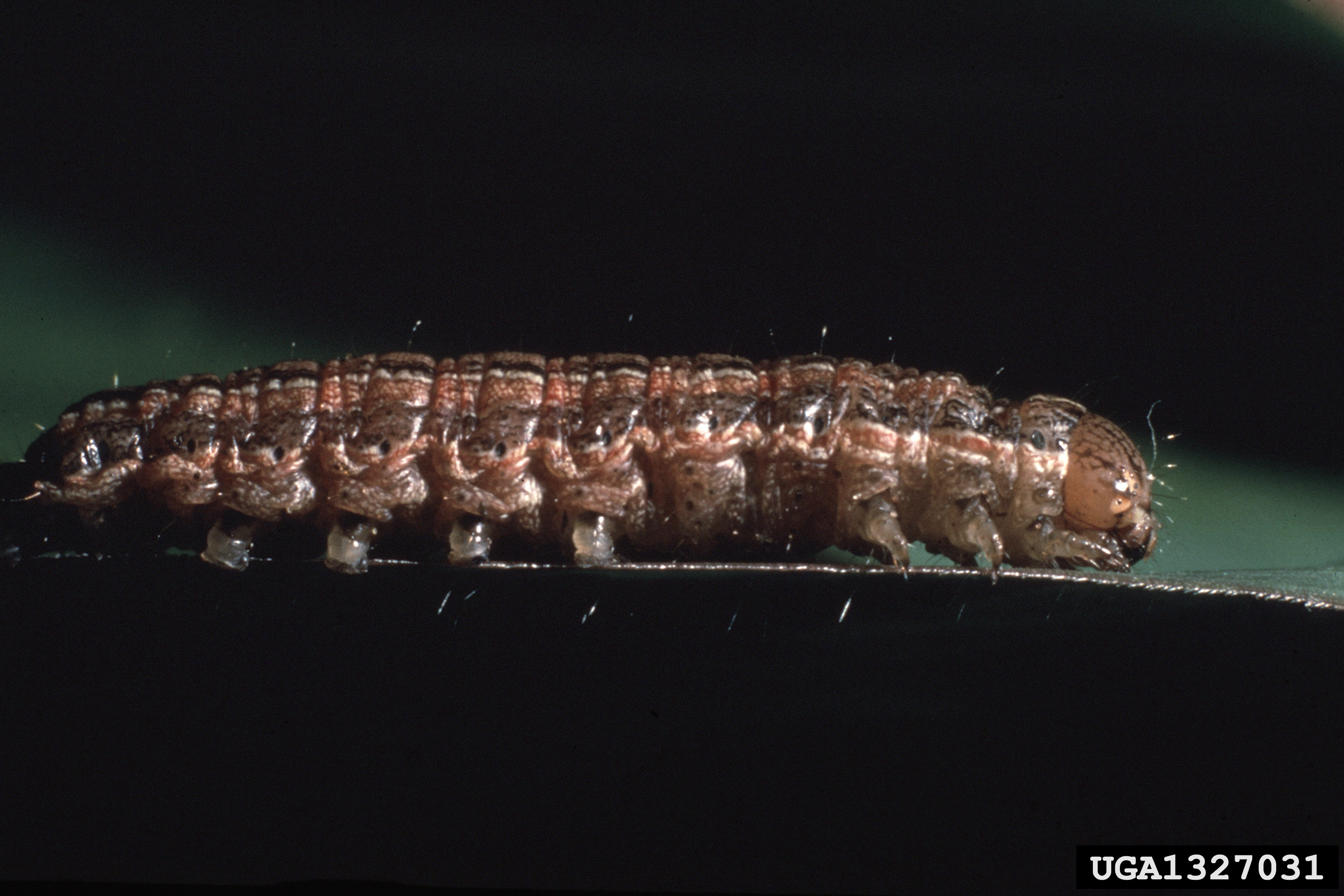
Larva
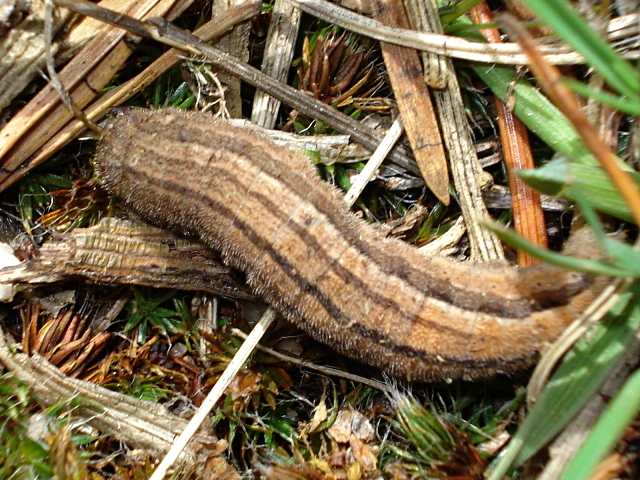
Larva